# Paul Mijksenaar
Paul Mijksenaar (nascut l'any 1944) és un dissenyador neerlandès; professor i investigador de la Universitat Tècnica de Delft (Països Baixos) entre 1977 i 2007. Reconegut per treballs de disseny de la senyalització de diferents aeroports entre els quals hi ha Schiphol (Amsterdam) i els de JFK, la Guardia i Newark de Nova York. Ha escrit diferents llibres i articles que tracten sobre infografia i disseny d'informació.
Va graduar-se en disseny de productes per la Universitat d'Art industrial d'Amsterdam. L'any 1977 va prendre el primer contacte amb la Universitat de Delft fent de professor ajudant, poc després l'any 1982 va accedir a la càtedra. El 1986 va fundar el seu l'estudi de disseny que porta el seu cognom, Mijksenaar, i va compaginar la feina acadèmica amb els encàrrecs de disseny. L'any 2002 va fundar una sucursal a Nova York, que el 2004, en col·laborar amb l'empresa Arup, va passar a anomenar-se Mijksenaar Arup Wayfinding.
També va participar en la pel·lícula “La Terminal” de Steven Spielberg al qual va aportar les seves competències per a la maqueta de l'aeroport on succeeix la història. A partir de la col·lecció que havia iniciat amb el seu pare va crear la Fundació privada d'arxius Paul Mijksnaar amb la finalitat d'arxivar i ampliar la documentació sobre la informació visual (disseny de la informació) en els camps del disseny gràfic de cartografia, senyalització, marques, pictogrames i instruccions de productes.
El seu treball es basa en tres elements directament relacionats: la utilitat, l'estètica i la durabilitat. Això vol dir que un element de disseny ha de contenir una estètica atractiva, que sigui un disseny intemporal i que la informació que ofereix ha de ser clara, simple, sense ambigüitats i concís. Ha de ser intel·ligible per a tota mena de persones. Principis que va aplicar en la senyalització de l'aeroport de Schiphol que ha servit de model per altres aeroports i, en general, per la senyalització d'edifics.

## Obra[1]
Disseny de la senyalització en els següents aeroports:
- Aeroport d'Abu Dhabi (EAU)

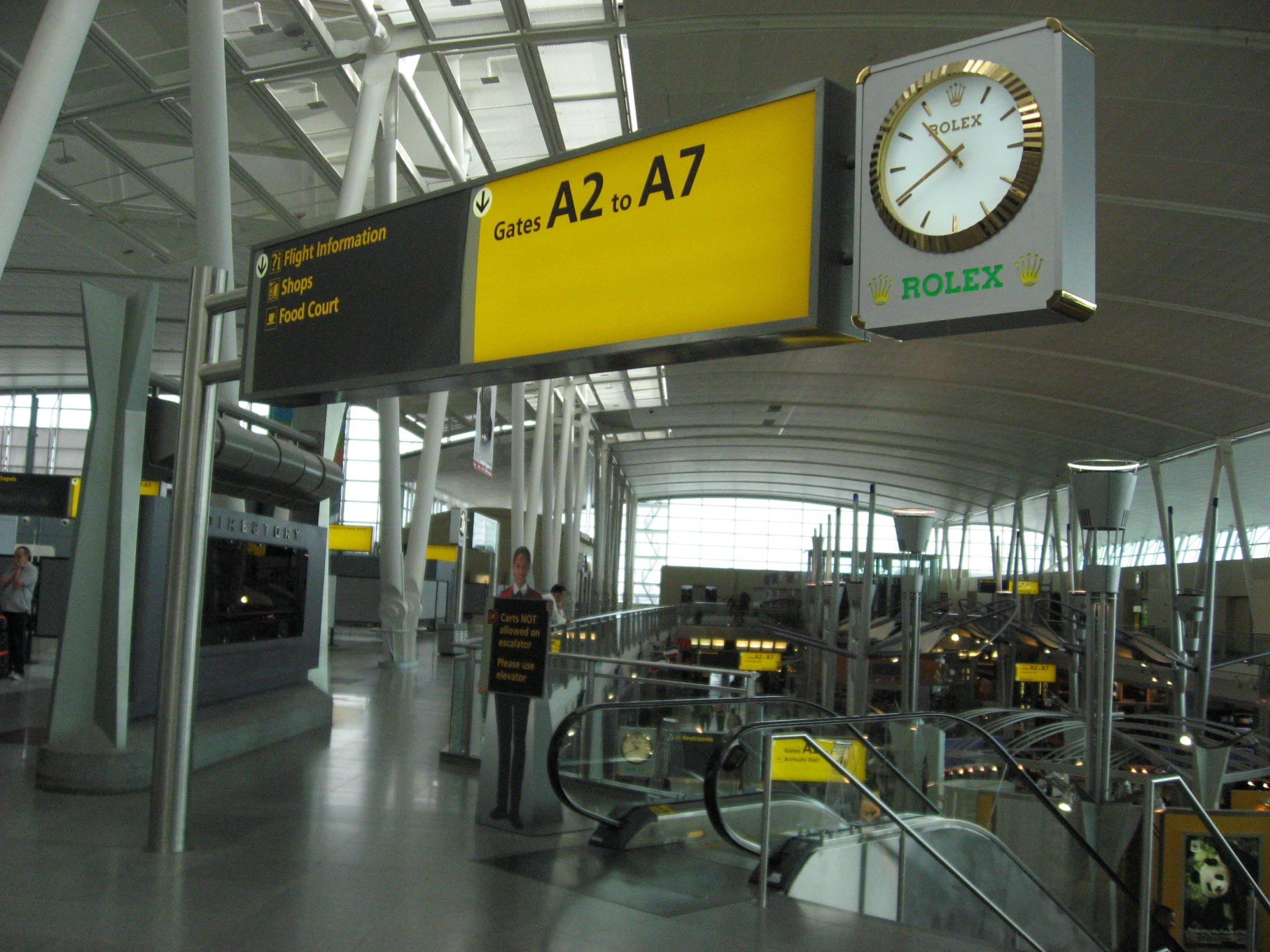
Aeroport JFK, Nova York

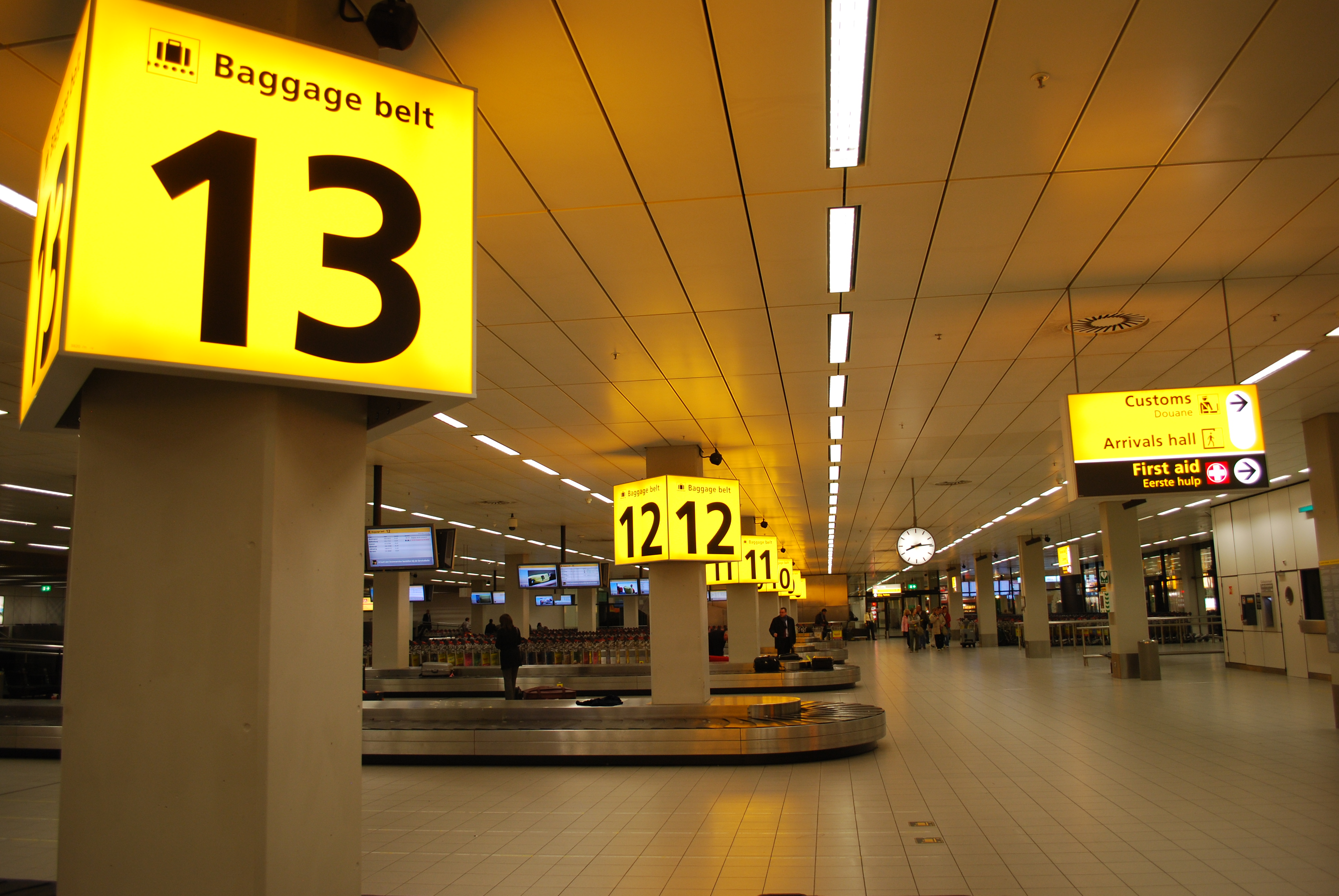
Aeroport Schiphol, Amsterdam

- Aeroport de Schiphol (Amsterdam, Països Baixos).
- Aeroport de Reina Beatrix (Aruba).
- Aeroport d'Atenes (Grècia).
- Aeroport Columbus (Ohio, EUA).
- Aeroport d'Eindhoven (Països Baixos).
- Aeroport de Frankfurt (Alemanya).
- Aeroport de JFK, La Guardia i Newark (Nova York, EUA).
- Aeroport d'Olbia (Sardenya, Itàlia).
- Aeroport de Praga (República Txeca).
- Aeroport de Rotterdam (Països Baixos).
- Aeroport de Changi (Singapur).
- Aeroport de Dulles (Washington DC, EUA).

El treball de l'aeroport de Schiphol va ser realitzat el 1991 i inclou la senyalització de les vies d'accés, aparcament, vies d'escapament i molls. Va ser la base entre altres de les senyalitzacions de l'aeroport de Reina Beatrix d'Aruba.
En el cas dels tres Aeroports de Nova York, eren tants els senyals que s'havien de representar que els va dividir en tres grups: les grogues que oferien informació sobre els vols, les de color negre que feien referència a les instal·lacions dels aeroports i les de color verd que indiquen les sortides. En el camp del transport públic també ha realitzat una gran quantitats de treballs de senyalització:

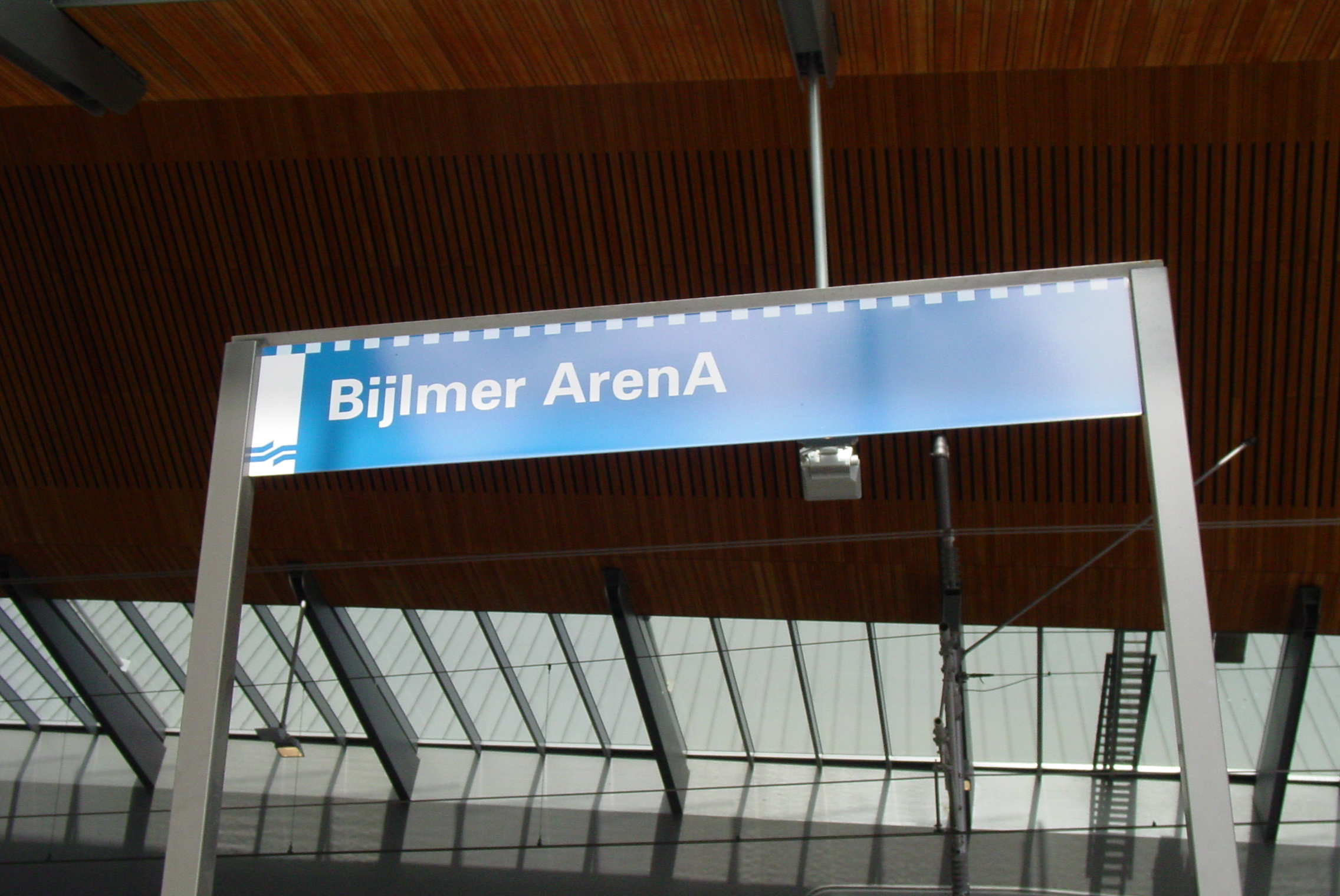
Metro d'Amsterdam

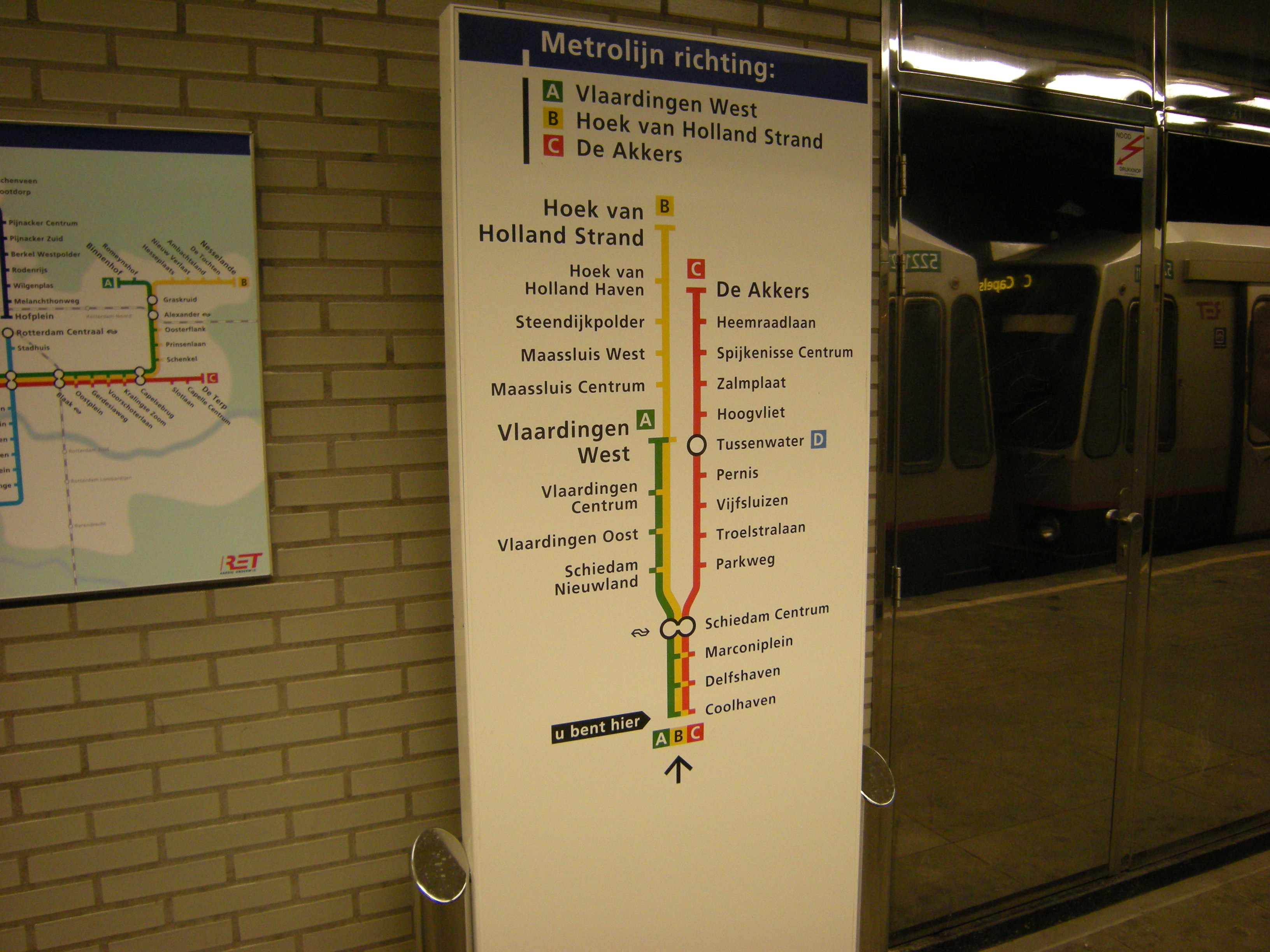
Metro de Rotterdam

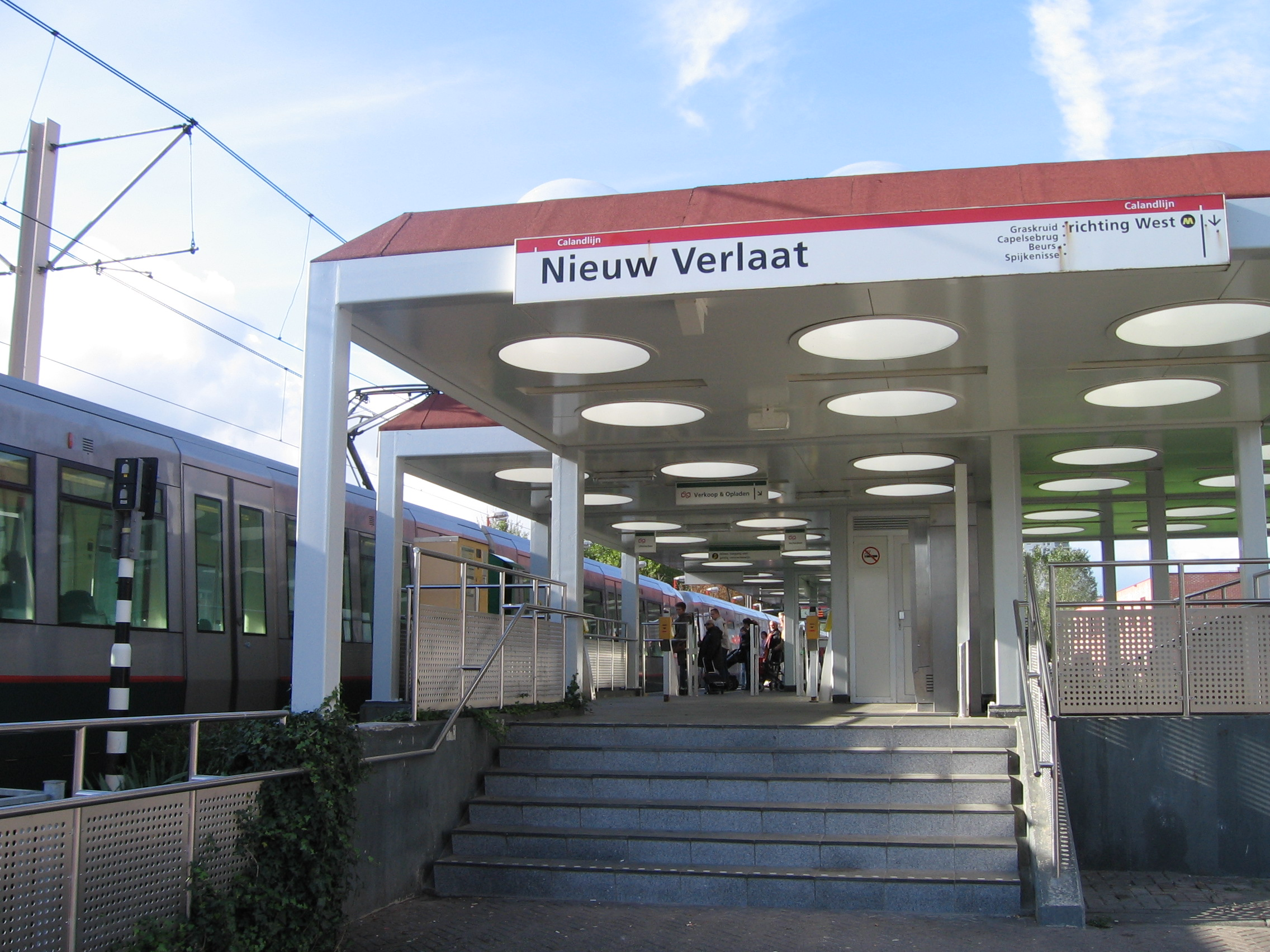
Metro de Rotterdam

- Metro d'Amsterdam (Països Baixos).
- Metro de Rotterdam (Països Baixos).
- Randstad Rail (Països Baixos).
- Tram túnel de la Haia (Països Baixos).
- Ferrocarrils holandesos (Països Baixos).
- Terminal de passatgers marítims d'Amsterdam (Països Baixos).
- Transport Ràpid de l'Àrea de la Bahia de San Francisco (EUA).
- Fulton Street Transit Center MTA de Nova York (EUA).
- Air Train dels aeroports de JFK i Newark de Nova York (EUA).
- Transport públic regional de la província de Noord-Holland (Holanda).
- Mapa interactiu del transport públic de la província de Gelderland (Països Baixos).
- Terminals d'autobusos regionals i locals d'Arnhem (Països Baixos).
- Autoritat de Trànsit marítim de San Francisco (EUA).

Paul Mijksenaar va desenvolupar un manual per a l'elaboració de mapes de totes les estacions de trens d'Països Baixos i se li van encarregar les actualitzacions del sistema d'informació dels ferrocarrils.
També ha rebut encàrrecs de senyalització en el camp de l'oci:

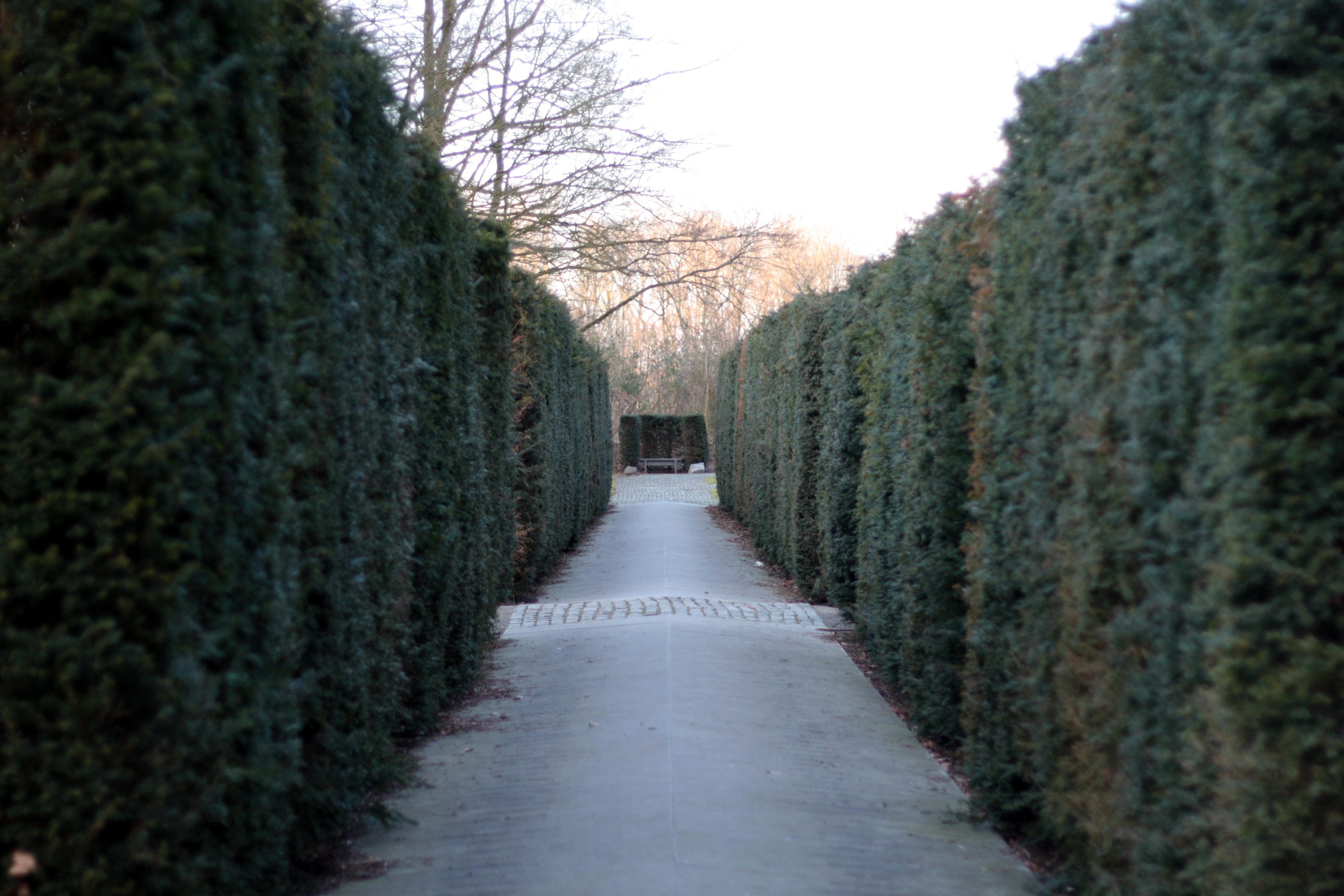
Bosc d'Amsterdam

- Centre comercial Alexandrium (Rotterdam, (Països Baixos).
- Parc recreatiu a França.
- Amstredamse Bos, bosc d'Amsterdam (Països Baixos).
- Erasmus Medica Centre de Rotterdam, hospital universitari de Rotterdam (Països Baixos).
- Hospital OLVG (Amsterdam, Països Baixos).
- Rotterdam Eye Hospital (Països Baixos).

Cal remarcar la tasca a l'hospital OLVG, que és el més llarg dels Països Baixos de servei d'atenció d'urgències en el que s'han utilitzat tres colors per diferenciar els nivells d'urgència: groc per a les urgències, blau per a les moderades i vermell per a les emergències. També el Rotterdam Eye Hospital que a part de ser reconegut per les seves especialitats, també ho és per la seva eficiència, on la senyalització ha tingut un paper important. A l'Erasmus Medical Centre de Rotterdam no només ha estat el dissenyador sinó també l'assessor en el procés de millora de fluxos de la zona d'entrada.
En diferents institucions culturals també trobem treball de Paul Mijksenaar:
- Museu Central (Utrecht, Països Baixos).
- Museu Teyler (Haarlem, Països Baixos).

Tenint en compte que el Museu Central és un conjunt d'edificis d'històrics, una església i una gran extensió de jardins històrics; la feina de Mijksenaar ha estat el disseny permanent de la senyalització per al museu i els jardins, on ha emprat una forta combinació de colors per a les exposicions contemporànies i més subtils per a les històriques.

## Obra
- "Maps. Kaarten en plattegronden van bergtop tot oceaanbodem" (Paul Mijksenaar 1990) ISBN 90 71893 03 0
- "Ontplofte beelden" (Paul Mijksenaar 1991) ISBN 90-71893-03-0
- "De vorm zal u toegeworpen worden" (Paul Mijksenaar 1996) ISBN 978 90 6450 224 8
- "Visual FunctionVisual Function" (Paul Mijksenaar 1997) ISBN 90 6450 303 6 ISBN 1-56898-118-X
- "Una introducción al Diseño de la información" (Paul Mijksenaar 2001) ISBN 968-887-389-6
- "Open Here" (Paul Mijksenaar and Piet Westendorp 1999) ISBN 0-500-28170-X
- "Wayfinding at Schiphol" (Paul Mijksenaar 2008) ISBN 978-90-72637-27-7